# Joffrey Platel
Pour les articles homonymes, voir Platel.
Joffrey Platel est un acteur français.
Il s'est fait connaître grâce à son rôle de Bastien Laval dans la série télévisée Demain nous appartient.

## Biographie

### Carrière
Sa passion pour le théâtre amène Joffrey Platel à fréquenter les cours d'art dramatique du théâtre de St-Maur, puis du Laboratoire de l'acteur créé par Hélène Zidi dans le 11e arrondissement de Paris. Il monte sur scène dans À quoi rêvent les jeunes filles et Les Troyennes. Il participe également à des scènes ouvertes où il se fait remarquer par Pierre Palmade, qui l'engage dans sa troupe. Il joue d'ailleurs à ses côtés dans L'Entreprise en 2013 ou dans Le Fils du comique.
À côté du théâtre, il enchaîne les rôles à la télévision. Il interprète notamment le jeune avocat ambitieux Damien Fuzati, dans Avocats et Associés de 2007 à 2010. Il joue également dans quelques épisodes de Plus belle la vie et apparaît dans des séries telles que Le juge est une femme, Profilage ou encore Les Hommes de l'ombre,.
En 2017, il intègre la distribution originale de la nouvelle série quotidienne de TF1, Demain nous appartient où il incarne le Docteur Bastien Laval. Ce rôle de médecin le fait connaître et apprécier du grand public. Il quitte la série après quelques mois, laissant son personnage dans le coma.
Cette nouvelle notoriété lui permet de décrocher des rôles de premier plan à la télévision. En 2018, il joue un policier dans Traqués de Ludovic Colbeau-Justin aux côtés de Jenifer Bartoli, puis gendarme dans Meurtres en Lorraine de René Manzor aux côtés de Stéphane Bern et Lilly-Fleur Pointeaux. Des rôles de premier plan mais pas encore de rôle principal. C'est chose faite, en 2019, avec Les Ombres de Lisieux où il partage la vedette avec Marie-Anne Chazel et Flore Bonaventura, sous la direction de Nicolas Guicheteau, puis, en 2020 dans Police de caractères où il forme un duo de flics avec Clémentine Célarié.

## Filmographie
Sauf indication contraire, les informations mentionnées dans cette section peuvent être confirmées par la base de données cinématographiques IMDb,  présente dans la section « Liens externes ».

### Cinéma

#### Longs métrages
- 2008 : Paris de Cédric Klapisch : Rémy
- 2008 : Secret défense de Philippe Haïm : Un cadet
- 2013 : L'homme de main de Saunier Tudal : Elias
- 2015 : On voulait tout casser de Philippe Guillard : Manu, l'amant de Sarah
- 2018 : Amoureux de ma femme de Daniel Auteuil : Le metteur en scène d'Oncle Vania

#### Courts métrages
- 2002 : Affaire de flics de Julien D'Astier : Marc
- 2003 : Betrayer de Julien D'Astier : Le lieutenant
- 2005 : La Cible 9.35 de Stéphane Blanc : Le garde du corps
- 2005 : Pas de cerveau, pas de migraine de Rabah Brahimi
- 2006 : Black Shadow de Mathieu Weschler : Un gangster
- 2007 : Fall de Jonathan Helpert : Jo
- 2007 : They Were in Normandy de Vincent Lecrocq : Lieutenant Kline
- 2009 : Contresens de Pierre-Alfred Richard : Joseph
- 2012 : Le Petit Nuage de Renée George : L'homme
- 2013 : Je suis un tombeur de Juliette Tresanini et Paul Lapierre : Nicolas
- 2013 : The Bague de Sarah-Laure Estragnat : Le petit ami de Caroline
- 2013 : Mission 404 : Internet doit rester vivant de Ludoc : Le présentateur
- 2015 : Stop All Jerk d'Armel Gourvennec
- 2017 : À la fin des contes de fées de Syrano : Le Prince pas charmant rose
- 2019 : On The Other Side de Zulma Rouge : Jim
- 2019 : D'un monde à l'autre de Guillaume Deleuze : Le chevalier
- 2020 : Battement de Sara Ginac et Angelica Sarre
- 2023 : Le Syndrome de Zulma Rouge (également coscénariste)
- 2024 : Faites demi-tour dès que possible de Lionel Auguste : Un bûcheron

### Télévision

#### Séries télévisées
- 2007 - 2010 : Avocats et Associés : Damien Fuzati
- 2009 : Plus belle la vie : Matthieu Keler
- 2009 : Un flic : Fainier
- 2011 : Le juge est une femme : Éric Wickers
- 2012 : Toussaint Louverture : Leclerc
- 2014 : Profilage : Paul Tardy
- 2014 : Les Hommes de l'ombre : Amaury Desplanches
- 2015 : Commissaire Magellan : Adrien Dorval
- 2016 : L'Entreprise de Sébastien Deux : Andy
- 2017 - 2018 : Demain nous appartient : Dr Bastien Laval
- 2019 : Riviera : Jean Christophe-Bannier
- 2020 : Police de caractères : Étienne de Beaumont
- 2022 : FBI: International : Dupuis
- 2023 : Tropiques criminels : Pascal
- 2024 : Emily in Paris : Hugo

#### Téléfilms
- 2018 : Traqués de Ludovic Colbeau-Justin : Donatelli
- 2019 : Meurtres en Lorraine de René Manzor : Patrick Joly
- 2019 : Classe unique de Gabriel Aghion : Rémy
- 2019 : Les Ombres de Lisieux de Nicolas Guicheteau : Thomas Renaud

### Web séries
- 2015 : Parlons peu... Parlons cul, épisode Les Tue-l'amour, de Paul Lapierre
- 2018 : Martin, sexe faible, épisode Le Groupe de parole, de Paul Lapierre et Juliette Tresanini

## Théâtre
- 2020 : Treize à table de Marc-Gilbert Sauvajon, mise en scène Pierre Palmade, théâtre Saint Georges

## Doublage
- 2024 : Cent Ans de solitude : ? (?)[n 1]